# Simon Smith Kuznets

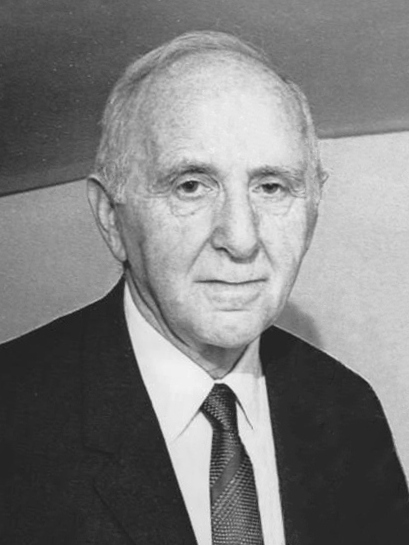
Simon Smith Kuznets (1971)

Simon Smith Kuznets (russisch Семён Абра́мович Кузне́ц, Semjon Abramowitsch Kusnez; * 17. Apriljul. / 30. April 1901greg. in Pinsk, Russisches Kaiserreich; † 8. Juli 1985 in Cambridge, Massachusetts) war ein US-amerikanischer Ökonom russisch-jüdischer Herkunft. 1971 erhielt er den von der schwedischen Reichsbank in Erinnerung an Alfred Nobel gestifteten Preis für Wirtschaftswissenschaften.

## Leben
Kuznets begann sein Studium an der Universität Charkiw, wo er sich u. a. mit Joseph Schumpeters Modell der Wirtschaftszyklen beschäftigte. Aufgrund des Russischen Bürgerkrieges, der auch das Studium an der Universität stark einschränkte, emigrierte die Familie Kuznets 1922 in die USA. Er setzte sein Studium an der Columbia University fort, wo er 1923 den Bachelor of Science, 1924 mit einer Arbeit über Schumpeter den Master of Arts und 1926 mit einer Untersuchung über die Preisentwicklung den Ph.D. erwarb.
Kuznets führte den Begriff des Bruttosozialproduktes ein und beschäftigte sich mit Wirtschaftsstatistik zur Bestimmung wirtschaftlicher Leistungsfähigkeit und Wirtschaftsgeschichte. Er entdeckte den 15- bis 20-jährigen Konjunktur-Zyklus im wirtschaftlichen Wachstumsverlauf von Industrieländern.
1925/26 war Simon Kuznets Forscher beim Social Science Research Council in New York, von 1927 bis 1960 beim National Bureau of Economic Research. Von 1931 bis 1954 war er Professor für Wirtschaftsstatistik an der University of Pennsylvania in Philadelphia. Im Jahr 1954 stand Kuznets der American Economic Association als gewählter Präsident vor. 1948 wurde er in die American Philosophical Society und 1955 in die American Academy of Arts and Sciences gewählt. Im Anschluss an die Tätigkeit in Philadelphia hatte er bis 1960 eine Professur an der Johns Hopkins University in Baltimore sowie bis 1971 eine Professur für Politische Ökonomie an der Harvard University in Cambridge inne. 1972 wurde Kuznets Mitglied der National Academy of Sciences. Seit 1971 war er korrespondierendes Mitglied der British Academy.

## Kuznets Analyse des Einkommens und Konsums
Kuznets untersuchte 1946 das Konsumverhalten der US-Bürger und stellte Keynes absolute Konsumhypothese in langfristiger Betrachtung in Frage. Seine kurzfristige Analyse basierte auf einer Querschnittsanalyse über verschiedene Einkommensklassen während eines Konjunkturzyklus. Das Ergebnis hier bestätigte Keynes’ Hypothese, dass mit steigendem Einkommen die Konsumquote sinkt, d. h. zusätzlich verdientes Geld wird nur zum Teil für den Konsum verwendet.
Seine langfristige Untersuchung basierte auf einem Zeitraum von 30 Jahren und widersprach Keynes, der lang- und kurzfristig von steigendem Konsum bei wachsendem Einkommen ausging. Kuznets ermittelte bei steigendem Einkommen einen konstanten durchschnittlichen Konsum, d. h. nach Kuznets sinkt die Konsumquote bei höherem Einkommen, zusätzliches Einkommen wird ausschließlich gespart. Diese Hypothese Kuznets’ ist unter Wirtschaftswissenschaftlern stark umstritten.

## Ehrungen
- 1977: Francis-A.-Walker-Medaille der American Economic Association[4]

## Werke
- Secular movements in production and prices, 1930
- Wesen und Bedeutung des Trends. Zur Theorie der säkularen Bewegung, mit einem Geleitwort von Eugen Altschul, K. Schroeder, Bonn 1930
- Shares of Upper Income Groups in Income and Savings, National Bureau of Economic Research, New York 1950
- Capital in the American Economy: Its Formation and Financing, 1961
- Modern economic growth, 1966